# 炭素税
炭素税（たんそぜい, carbon tax）とは、化石燃料の炭素含有量に応じて国などが企業や個人の使用者に課す税金であり、それを用いた経済手法をさすこともある。

## 概要
炭素税は、化石燃料の価格を引き上げることによって環境負荷を抑え、さらにはその税収を環境対策に利用することにより、地球温暖化の原因である二酸化炭素 (CO2) などの温室効果ガスの排出量を抑えることを目的としている。
対象となる化石燃料は、石炭・石油・天然ガス及びそれから由来するガソリン（揮発油）、軽油、灯油及び重油などの燃料である。
二酸化炭素 (CO2) 排出削減に努力した企業や個人が得をし、努力を怠った企業や個人はそれなりの負担をすることになるという、低炭素社会実現への努力が報われるという仕組みでもある。
特に税制中立型環境税の場合、CO2削減コストは企業や個人に課されるものの税収はそのまま国民に還付されるため、脱炭素に取り組めている企業や個人は新たな税負担が生じないことが従来のエネルギー税制との大きな違いとなっている。
経済学者の間では、炭素への課税は最も効果的な気候変動対策の1つとされている。二酸化炭素1トン（1t-CO2）あたりの適切な炭素価格設定については、10ドル、100ドル、250ドルなど見解が分かれるが、2020年の世界平均である3ドルより高く設定すべきという点では一致している。国際エネルギー機関は、先進国における1t-CO2あたりの炭素価格を2030年までに130ドル、2050年までに250ドルに設定することを勧告している。

## 経済原理
炭素税の発想は、そもそもは新古典派経済学の経済原理に基づいている。
二つの方式がある。

### ピグー税式
ピグー税式の炭素税では削減の経済効率性が実現される。
というのも、限界被害額と同額の税金を課税するため限界均等化原理が満たされるためである。
外部性（社会的費用）から1人あたりが負担する課税額が決まる。
つまり、私的限界費用と社会的限界費用の差が課税されることでこの乖離分を市場で考慮される費用に含めることによって、後は市場の効率的資源配分のメカニズムに任せようという考え方に基づいて提案された経済的手法が炭素税の起源である。
しかしピグー税式では一度も導入されたことはない。なぜなら、社会全体の限界費用の曲線を求めることが困難だからである。そのため理想論とされるに留まる。

### ボーモル＝オーツ税式
ボーモル＝オーツ税式の炭素税が一部の国で実際には導入された。
この場合、設定した温室効果ガス削減目標を最小費用で達成することが可能になる。
どちらの場合も、税収を温暖化対策に回さずに課税効果だけで適正水準ないし目標水準まで削減が起こる。

## 課税効果
炭素税を課すことにより、次のような効果が期待できる。
- 二酸化炭素排出量の減少
- 省エネルギー技術開発の誘引

課税金額が大きいほど化石燃料需要の抑制につながり、削減量は大きくなる。また省エネルギー技術への投資や開発意欲も向上すると考えられる。

## 税収効果と税制中立をめぐる議論
税収効果派
炭素税を環境対策の目的税化する考え方である。
目的税化すれば、再生可能エネルギー利用施設の設置推進や省エネ機器の普及に補助金を出すことができる。そのため、化石燃料の単なる消費抑制以上の温室効果ガス効果が期待できる。また、環境対策としての原資が炭素税により確保されるため、他の税収からの環境対策費を抑えることもできる。ただし、政府が削減効果を期待する特定の施設や機器に対して偏向的になる危険性があるため、リバース・オークションといった補助金の配分方法工夫が必要となる。
日本においてエネルギー消費量の6%削減を目標とする場合、課税効果のみで目標を達成するのであれば、炭素1トンあたり45,000円の炭素税が必要となるが、税収を効率よく環境対策に投資すると、炭素1トンあたり3,400円ですむという試算もある。
課税効果・税制中立派
課税行為そのもので削減が果たされるので、炭素税で得られた税収は、減税に充てて国民に返すという考え方である。
炭素税による増額分を、他の税金の減税とする。それにより、国の租税全体ではプラマイゼロで新たな国民負担は生じない（ゼロネットロス・税制中立）。
この場合でも、炭素税による化石燃料の抑制は推進され、市場原理により経済効率よく二酸化炭素削減が達成される（課税効果）。
炭素税の導入が進んでいる欧州では、まず炭素税一般財源とし、それを原資に減税するのが主流である。ただし、欧州に多い高福祉国では、国民1人あたりの年間税負担額がすでに大きく、これ以上の増税が困難だという事情もある。

## 納税・価格転嫁
製造場又は保税地域から引取るときは、引取人から徴収される。上流課税であれば徴収費用は大きくない。価格転嫁によって、消費者は購入時に負担することになる。また、経済学のモデル上は最終的に末端単価に転嫁されると言われているが、上流課税しても転嫁は起こらず企業負担になるだけだとする声もある。そのため、フランス消費税のインボイス制度を参考とすべきという意見もある。

## 各国の取り組み

### ヨーロッパ

#### フィンランド
フィンランドは1990年に炭素税を導入し世界で初めて炭素税を導入した国となった。
現在(2016年)58EUR(暖房用)~62EUR(輸送用)/tCO₂の税率。これは導入時から約50倍となっている。導入時は1.12EUR/tCO₂だった。
2011年からは暖房用燃料と輸送用燃料の税率に異なる税率を設定している。

#### スウェーデン
スウェーデンは1991年に環境税制改革を実施して炭素税を導入するとともに法人税の大幅減税を実施した。
制度導入時から産業部門に軽減税率を適用していたが2018年に撤廃される予定となっている。
2011年からは暖房用燃料と輸送用燃料の税率に異なる税率を設定している。

#### デンマーク
デンマークは1992年に化石燃料と廃棄物を課税対象とする炭素税を導入した。
導入時から産業部門と工業部門に大幅な軽減税率が適用されていたが段階的に引き上げ、2010年に税率を一本化した。

#### スイス
スイスは2008年に輸送用燃料を除く化石燃料消費に対して炭素税を導入した。課税対象は暖房用や発電用の化石燃料である。

#### アイルランド
アイルランドはリーマンショック後の経済再建の目的から2010年から石油と天然ガスを対象とする炭素税を導入した。
2013年からは石油と天然ガスのほか石炭も課税対象となった。

#### フランス
フランスは2014年に内国消費税の化石燃料にかかわる炭素部分と組み替える形で炭素税を導入した。
2015年にエネルギー移行法が成立し、2030年までに段階的に引き上げられる予定となっている。
しかしながら2018年、フランス政府による燃料税（炭素税）の引き上げに対し、低所得者層が中心となって黄色いベスト運動を展開。
パリでは抗議活動が暴動にまで発展したため、エマニュエル・マクロン大統領は税の引き上げスケジュールの見直しを余儀なくされた。
フィリッピーニ教授は「さまざまな公共交通機関が利用でき、自動車に代わる選択肢がある都市部よりも炭素税は農村部や山岳部に大きな影響を与える」としており、輸送用燃料への炭素税課税は地方に住んでいる人にとって不公平としている。

### オーストラリア
労働党のギラード政権は2011年に炭素価格設定（カーボン・プライシング）を可決し、2012年から炭素1トンあたり23ドル、2013年から24.15ドルの価格設定を行なったが、自由党のアボット政権は2014年に炭素価格設定を廃止した。制度の対象となった企業は年間のCO2排出量を7%削減した。

### シンガポール
シンガポールは2019年から炭素税の導入を計画している。（年間25,000t以上の温室効果ガスを排出している企業を対象に同ガス排出量1t当たり10～20シンガポールドルを予定）

### 日本
日本では、環境省が中心となり環境税が2004年、2005年と検討されたが導入までには至らなかった。2012年に特別会計の財源となる地球温暖化対策税が導入された。

#### 環境省案（環境税案）
環境省は2005年10月の発表で炭素の排出1トンに付き2400円の環境税（炭素税）を、2007年に導入することを提案した。
具体案の詳細は同省のホームページに掲載されている。なお2004年に発表されたものも併記しておく。
2004年度、2005年度と政府内で導入の是非について検討が行われた。
しかし2004年度は産業界の強い反対や環境税の効果を明確に示すことができなかった等の理由で見送られ、2005年度は更に原油価格の高騰によりエネルギー価格を更に上昇させるような対策が忌避されたことや、小泉内閣によって「小さな政府」が標榜されていたことにより、増税に対する合意が得られにくいといった状況が加わり、導入が見送られた。
- 2004年環境省発表の環境税の具体案
- 2005年環境省発表の環境税の具体案

#### 導入反対意見
環境省が計画する「環境税」に対しては、産業界等から多くの反対意見が発表されている。
日本商工会議所、経団連、日本鉄鋼連盟等が反対している。
- 環境税の導入に断固反対する（日本商工会議所の反対意見）
- 民間の活力を活かした地球温暖化防止対策の実現に向けて～改めて環境税に反対する～（経団連の反対意見）
- 環境税に関する日本鉄鋼連盟の見解
- 環境税について（緊急アピール）日本物流団体連合会
- 経済産業省・事務次官等会議後記者会見の概要

ただし経済界全体が炭素税に反対ではなく、経済同友会などの現行のエネルギー税を廃止し、環境税に一本化することを提言している団体もある。
既に2015年現在での日本の産業用電気代と既存の諸税が高く、LNGのコストも高く、諸外国に比べてカーボンプライスは既に高いとの資料が示されている。

#### 地球温暖化対策税
政府は2011年末に「地球温暖化対策のための税」（地球温暖化対策税）の導入を盛り込んだ2012年度税制大綱を決定した。
2012年10月1日から実施された「地球温暖化対策のための税」は，二酸化炭素排出量１トン当たり289円で，現行の石油石炭税に上乗せされる形で化石燃料の利用量に応じて課税される。
なお，初年度の税率はこれより低く，３年半かけて段階的に引き上げられる。税は直接には化石燃料を利用する企業が負担するが，消費者に転嫁されるため，平均的な家庭の負担額は税率の最終段階で月100円程度になるとされる。

## 炭素税をめぐる攻防
- 2008年、福田内閣時に導入を検討。
- 2009年、鳩山由紀夫内閣で、いちど地球温暖化対策基本法が提出されたが、法案成立には至らなかった[16]。このとき小沢鋭仁（元）環境大臣は、あくまで温暖化対策のためであって、「税収が減ったから、こちらで新たに税収を確保するという話に国民が受け止めないようにしないといけない」と発言。温暖化対策税は環境のためであって、税収を稼ぐ手段ではないと主張していた。
- 2016年、平口洋環境副大臣が温暖化対策税を増税。ただし、このときには「とてもこんな税率では、炭素の価格化とは言えない」と話しており、さらなる増税を掲げていた[17]。また温暖化対策税では税収の使用用途が限定されており、そのため大型炭素税の構想が浮上。「環境省は、税率を引き上げる代わりに、税収を法人減税や社会保障費にあてる「大型炭素税」などの検討を始める。」とされていた[17]。
- 2018年、渡嘉敷奈緒美（元）環境副大臣が、再び炭素税の導入を推進。消費税が１５％まで引き上がらない場合には、炭素税で財源を補うことが模索された[18]。
- フランスで黄色いベスト運動が発生[19]。炭素税に対する反対運動が日本でも広がる。
- 2019年、経団連が炭素税導入に猛反発。経団連の環境安全委員会は、「経済界はカーボンプライシングの強化には明確に反対する」との声明を発表した[20]。
- 2020年1月7日、石油連盟が炭素税に「断固反対」との姿勢を鮮明にした[21]。
- 小泉進次郎環境大臣は、炭素税の導入に前向きであるとされる[22]。自民党内では「安倍首相は小泉人気で一気に炭素税を成立させ、新財源を確保する」という指摘もある[22]。「カーボンプライシング、特に炭素税の議論は、消費増税を2度先送りした安倍内閣の下でも、封印されることなく容認されていた。」とあり[23]、炭素税の導入の準備は着々と進行しているようだが、環境省の中井徳太郎事務次官が次官就任記者会見にて、炭素税を導入するという租税法律主義に反する趣旨の発言をしたため、中井氏の免職を求める動きが盛り上がっている。
- 環境省は「中央環境審議会地球環境部会カーボンプライシングの活用に関する小委員会[24]」で炭素税の導入を議論してきたが、新たに経産省も「世界全体でのカーボンニュートラル実現のための経済的手法等のあり方に関する研究会[25]」で検討をそれぞれ続けている。2021年8月の中間整理案では炭素税の導入は結論先送りとなった[26]。